# Port Logan
Port Logan, o Port Nessock, es una pequeña localidad de Dumfries and Galloway, situada en la península de Rhins of Galloway. 
La población fue el lugar donde se rodaron los exteriores de la serie de la BBC Two Thousand Acres of Sky. El puerto de la población tiene una darsena y un faro diseñado por Thomas Telford. El Jardín Botánico Logan & Logan House Gardens se encuentran en sus proximidades. La localidad es un destino popular para ir a pescar.
- Datos: Q7230759
- Multimedia: Port Logan / Q7230759